# ペンタクル
ペンタクル (英: pentacle、羅: pentaculum) は、ある種の図形または物品の名称である。主として西洋魔術やウイッチクラフトで使われる。ペンタクルと呼ばれるものには以下のものがある：
- グリモワールなどの古い魔術文献にみられる「護符」 (amulet) やタリスマン (talisman) の類。紙、羊皮紙、金属、石などの上に、「印章」 (seal) とも呼ばれる魔術的図像が描かれる。「五」を意味する接頭辞 penta- があるにもかかわらず、必ずしも五芒星は用いられない。六芒星を円で囲ったものを「ソロモンの印」 (the Seal of Solomon、Solomon's seal) という。
- タロットの4スートのひとつ。20世紀以降にデザインされた現代のタロット・デッキでは、伝統的にはコインと呼ばれるスートに、ペンタクルまたはディスクという名称が付けられているものが多い。ウェイト版タロットのペンタクルは円盤に五芒星があしらわれている。円盤に六芒星をあしらったもの、薔薇十字をあしらったものなどもある。
- 黄金の夜明け団の流れを汲む儀式魔術で使われる四大元素武器のひとつ。地のペンタクル (Earth pentacle) といい、マルクトの四色 (レモン色、オリーブ色、あずき色、黒) に塗り分けられた四分割円に白の六芒星が重ね合わされた形をしている。アレイスター・クロウリーの魔術体系 (マギック、セレマ魔術) ではパンタクル (pantacle) という魔術武器が使われる。パンタクルは蝋や金属の円盤を素材とし、各人が考案した宇宙を象徴する図形がこれに刻み付けられる。
- 現代ウイッチクラフトの儀式用具。円の中に魔女／ウイッカンの象徴が描かれている。五芒星を円で囲ったデザインがポピュラーである。

「ソロモンの秘密の印章」 (『ゴエティア』より)
黄金の夜明け団の「地のペンタクル」
魔女／ウイッカンのシンボル